# Donny Huijsen
Donald Caspar Huijsen, detto Donny (Amsterdam, 25 ottobre 1973), è un ex calciatore olandese, di ruolo attaccante.

## Biografia
È padre di Dean Huijsen, calciatore del Real Madrid e della nazionale spagnola.

## Caratteristiche tecniche
Soprannominato Maradonny dai tifosi dell'Haarlem, giocava nel ruolo di attaccante; più precisamente, era una punta centrale.

## Carriera

### Club
Cresciuto nelle giovanili del DWS, nel 1993 passa all'Ajax, con il quale totalizza 1 presenza nel Johan Cruijff Schaal vinto 4-0 contro il Feyenoord. Il 17 febbraio 1994 viene mandato in prestito al Go Ahead Eagles, con cui disputa 7 partite e mette a segno 2 reti. Ha la sua migliore stagione all'Haarlem, sempre in prestito, realizzando 22 reti in 33 incontri di campionato. Subito dopo si trasferisce all'AZ Alkmaar; nella seconda parte di stagione va on loan all'MVV di Maastricht. Ritorna all'AZ per un'altra annata, per poi concludere la sua carriera ad Amsterdam tra i dilettanti con l'AFC.

### Nazionale
Il 19 aprile 1994 ha giocato una partita amichevole, terminata con un pareggio senza reti, con la nazionale Under-21 olandese contro la rappresentativa svedese della stessa categoria, subentrando all'inizio del secondo tempo.

## Statistiche

### Presenze e reti nei club
| Stagione        | Squadra         | Campionato      | Campionato | Campionato | Coppe nazionali | Coppe nazionali | Coppe nazionali | Coppe continentali | Coppe continentali | Coppe continentali | Altre coppe | Altre coppe | Altre coppe | Totale | Totale | Totale |
| Stagione        | Squadra         | Comp            | Pres       | Reti       | Comp            | Pres            | Reti            | Comp               | Pres               | Reti               | Comp        | Pres        | Reti        | Pres   | Reti   |        |
| --------------- | --------------- | --------------- | ---------- | ---------- | --------------- | --------------- | --------------- | ------------------ | ------------------ | ------------------ | ----------- | ----------- | ----------- | ------ | ------ | ------ |
| 1993-feb. 1994  | Ajax            | ED              | 0          | 0          | CO              | 0               | 0               | -                  | -                  | -                  | SO          | 1           | 0           | 1      | 0      |        |
| feb.-giu. 1994  | Go Ahead Eagles | ED              | 7          | 2          | CO              | 0               | 0               | -                  | -                  | -                  | -           | -           | -           | 7      | 2      |        |
| 1994-1995       | Haarlem         | EED             | 33         | 22         | CO              | 0               | 0               | -                  | -                  | -                  | -           | -           | -           | 33     | 22     |        |
| lug.-dic. 1995  | AZ Alkmaar      | EED             | 8          | 2          | CO              | 0               | 0               | -                  | -                  | -                  | -           | -           | -           | 8      | 2      |        |
| gen.-giu. 1996  | MVV             | EED             | 11         | 1          | CO              | 2               | 0               | -                  | -                  | -                  | -           | -           | -           | 13     | 1      |        |
| 1996-1997       | AZ Alkmaar      | ED              | 8          | 1          | CO              | 1               | 1               | -                  | -                  | -                  | -           | -           | -           | 9      | 2      |        |
| Totale AZ       | Totale AZ       | Totale AZ       | 16         | 3          |                 | 1               | 1               |                    | 0                  | 0                  |             | 0           | 0           | 17     | 4      |        |
| Totale carriera | Totale carriera | Totale carriera | 67         | 28         |                 | 3               | 1               |                    | 0                  | 0                  |             | 1           | 0           | 71     | 29     |        |

### Cronologia presenze e reti in nazionale[5]
| Cronologia completa delle presenze e delle reti in nazionale ― Paesi Bassi under 21 | Cronologia completa delle presenze e delle reti in nazionale ― Paesi Bassi under 21 | Cronologia completa delle presenze e delle reti in nazionale ― Paesi Bassi under 21 | Cronologia completa delle presenze e delle reti in nazionale ― Paesi Bassi under 21 | Cronologia completa delle presenze e delle reti in nazionale ― Paesi Bassi under 21 | Cronologia completa delle presenze e delle reti in nazionale ― Paesi Bassi under 21 | Cronologia completa delle presenze e delle reti in nazionale ― Paesi Bassi under 21 | Cronologia completa delle presenze e delle reti in nazionale ― Paesi Bassi under 21 |
| Data                                                                                | Città                                                                               | In casa                                                                             | Risultato                                                                           | Ospiti                                                                              | Competizione                                                                        | Reti                                                                                | Note                                                                                |
| ----------------------------------------------------------------------------------- | ----------------------------------------------------------------------------------- | ----------------------------------------------------------------------------------- | ----------------------------------------------------------------------------------- | ----------------------------------------------------------------------------------- | ----------------------------------------------------------------------------------- | ----------------------------------------------------------------------------------- | ----------------------------------------------------------------------------------- |
| 19-4-1994                                                                           | Groesbeek                                                                           | Paesi Bassi under 21                                                                | 0 – 0                                                                               | Svezia under 21                                                                     | Amichevole                                                                          | -                                                                                   | 46’                                                                                 |
| Totale                                                                              |                                                                                     | Presenze                                                                            | 1                                                                                   |                                                                                     | Reti                                                                                | 0                                                                                   |                                                                                     |

## Palmarès
- Supercoppa dei Paesi Bassi: 1

Ajax: 1993